# Kay McCarthy
Catherine McCarthy, detta Kay (Dublino, 24 gennaio 1947), è una cantante, musicista e scrittrice irlandese naturalizzata italiana.

## Biografia
Viene considerata l'ambasciatrice del folk irlandese in Italia.
Nasce a Dublino ma si trasferisce a Roma, dove si sposa con il musicista Piero Ricciardi e prende la cittadinanza italiana. Negli anni settanta comincia a presentare la sua personalissima "Irlanda in musica" e la cultura gaelica dell'isola, prima al pubblico del Folkstudio di Roma, poi, al pubblico di ogni regione d'Italia; incide il suo primo 33 giri nel 1978..
Nel 1982 pubblica il secondo album per l'RCA Italiana ed effettua un tour come supporto dei Chieftains.
Il terzo album viene pubblicato nel 1995, mentre il quarto è allegato al settimanale Avvenimenti e supera le centomila copie vendute.
Dopo il cambio di casa discografica ed il passaggio alla Storie di note incide un album nel 2004 e l'anno seguente pubblica il suo primo live; successivamente viene pubblicata dalla sua vecchia etichetta una raccolta di suoi brani, Quintessence.
Nel 2013 per la prima volta Kay McCarthy canta in italiano, pubblicando l'album L'amore tace.
Laureata in storia moderna e in lingua e letteratura italiana in Irlanda, in lingue e letterature moderne in Italia, accompagna i suoi numerosissimi concerti con il suo gruppo The Kay McCarthy Ensemble e recital in duo con Piero Ricciardi, percussionista dell'Ensemble, con commenti sagaci, ben-informati, spesso ironici, sugli irlandesi e la loro controversa storia plurisecolare.
Tuttora vive a Montefiascone.

## Riconoscimenti
- Oireachtas, primo premio cantante solista under-18
- Oireachtas, primo premio per controcanto (contralto)
- Feis Cheoil, medaglia di bronzo

## Discografia

### 33 giri
- 1978: Roisin Dubh (Folkstudio/Fonit Cetra)
- 1982: Stormy Lullaby (RCA Italiana)

### CD
- 1995: Arís (Helikonia)
- 1996: Níl Sé 'na Lá - Ballate notturne (Avvenimenti)
- 1999: Fadò fadò (Helikonia)
- 2000: Am (Helikonia)
- 2004: Rianta (Storie di note)
- 2005: Kay McCarthy live in Rome, Villa Ada (Storie di note)
- 2006: Quintessence (Helikonia, raccolta)
- 2013: L'amore tace (Storie di Note)